# Kampfgeschwader 25
Kampfgeschwader 25 foi uma unidade aérea da Luftwaffe que prestou serviço durante a Segunda Guerra Mundial. Operou aeronaves Junkers Ju 88. Em 22 de Setembro de 1939 foi redesignado I./KG 30.

## Comandantes[3]
- Hauptmann Pohle, Agosto de 1939 - Setembro de 1939